# Партикратија
Партикратија или партократија је дефакто облик владавине којом је политички процес у једној земљи подређен интересима политичких странака (једне или више њих) у односу на грађане као носиоце суверености. На тај начин она је по својој суштини негација демократије, односно представља њен извитоперен облик. 
То је један паралелни поредак којим политичке странке уздижу своје интересе изнад општих потреба друштва и подривају политички и укупан систем вредности у једном друштву. 
Први које је дефинисао овај појам је италијански научник Мауро Калисе 1994. године и он је под тим појмом подразумевао превелики утицај политичких странака на политичке процесе у једној држави.
У партократији стварна власт не налази се у институцијама државе, већ у владајућим странкама и то тако што партије утичу и подређују себи:
1.  рад правосудног система, тако што се на правосудне функције уместо стручних и независних лица, постављају лица који су чланови или симпатизери партије;
2.  рад државних органа (полиција, инспекције, систем безбедности и др.) и јавних служби (здравство, просвета, комуналне службе и др.), јер се на руководећа места именују лица без стручног или моралног интегритета,  који су по правилу једино одани партији (без обзира на формално чланство).
3.  запошљавање у јавним службама, тако што се без обзира на конкурс за радно место, способности и стручне квалификације кандидата за посао, бира кандидат који је члан или симпатизер партије.
4.  расподелу друштвеног богатства (укључујући и природна ресурсе).
Због тога партократија генерише  системску корупцију (корупција приликом расподеле средстава из буџета, корупција у јавним набавкама, корупција у систему образовања, кронизам и непотизам), организовани криминал (криминал белих оковратника) и опште сиромаштво.
Услед наведеног партократија не само да урушава државне институције и демократски поредак, већ посредно угрожава остваривање Уставом загарантованих људских права, а таква друштва по правилу дугорочно иду ка општој регресији у свим областима.

## Posledice partitokratije

### Partitokratija na postjugoslovenskom području
Kada je prilikom restauracije kapitalizma na jugoslovenskom prostoru 1990-ih nedovoljno demokratska birokratizovana partitokratija samoupravnog socijalizma zamenjena kapitalističkom partitokratijom, promenom vladajuće ideologije "općedruštvene koristi" s ideologijom "lične koristi" (profiterstv) dolazi do antidemokratskog procesa (u ime deklamatorne "demokratizacije društva") što izaziva pogubne posledice za čitavo postjugoslovensko društvo. Tim retrogradnim procesom je dokinuta tada postignuta jasna razlika između društva i države, ne samo ukidanjem demokratije na radnom mjestu (samoupravljanje), već upravo uvođenjem kapitalističke partitokratije ukida se svaka razlika između javnog sektora i državnih tela prisile kada vladajuće partije uz lažnu opoziciju preuzimaju potpunu kontrolu nad svim sektorima, od paraautonomije struke (u ekonomiji, obrazovanju, zdravstvu, kulturi, informisanju...) do paranevladinog sektora (udruženja građana) nazvanog civilni sektor.
Kako je uz, za novi režim jedinu spasonosnu nacionalističku ideologiju, ukinuta svaka javna sistemska kritika, na ovim prostorima teško je naći ozbiljniju zaokruženu kritičku raspravu o bolesnom društvu kao posljedici same suštine kapitalističkog poretka i kapitalističke partitokratije ("demokratskog parlamentarizma"). Teze o "nedovoljno kapitalizma" i "porođajnim mukama demokratizacije" ukazuju ne samo na ideološku indoktriniranost jugo "analitičara" nego na njihovu neukost ne znajući da je to copy-paste poretka sa Zapada. Za takve apologete kapitalizma, otimačina i klijentelizam (korupcija, mito...) su tamo neki balkanski folk iscedak, a ne sama suština kapitalizma, tako da tek kroz neke nešto dublje oglede iz tradicionalnog kapitalističkog sveta se može nazreti suština onog što oni nazivaju 'demokratski režim'.

### Prava stranaka i "parlamentarna sloboda"
Prema nekima partitokratija je teška degeneracija demokratskog režima, proizvevši velike defekte u pravilnom funkcionisanju političkog pluralizma: "s ovakvim režimom, i područje partijske opozicije se svodi samo na svoju dobit u javnom sektoru, tj. na participatiju u klijentelističkoj mreži kada kroz parlamentarnu zastupljenost raznim kompromisima i koaliranjem s vladom postižu svoje probitke". Za takvu lažnu stranačku opoziciju najadekvatniji je izraz "oporba" (borba za vlast suprotna borbi za društvene promene). Izbori bez izbora, lažni parlamentarizam rezultiraju apatijom birača pretvorenih u podanike poretka i glasače.
Posledica ovakve limitizovane političke ponude jeste veća mogućnost uticaja partija na svoje izabrane predstavnike u parlamentu. Jedina potencijalna "opasnost" za vladajuće stranke, pad na sledećim izborima se pokazala samo utopističkom pretpostavkom jer smenjivanje partija ili koalicija na vlasti ne predstavlja baš nikakvu opasnost za rušenje partitokratskog režima. Primer sa pokretom Cinque stele (Pet zvezda) u Italiji, koji je sav svoj program sveo na antipartitokratiju, dolaskom na vlast, postepeno postaje sastavni dio partitokrata - kako to, uostalom, i uvetuju svi ustavi kapitalističkog sveta u kojima je parlamentarna sloboda samo postulat na papiru.
Neki teoretičari su skloni ukazivati na problem lažnog parlamentarizma tražeći uzrok u gubljenju individualnih sloboda u parlamentu zbog diktata grupe (partije), ne želeći uviđati da slobode pojedinaca u parlamentu (kada bi i postojale) ne mogu dovesti do strukturalnih reformi, tim više što je partitokratija dovela do apsolutno negativne političke kadrovske selekcije u skoro svim partijama onemogućavanjem slobodoumlja i mislilaca.
Kako je rušenjem Berlinskog zida omogućena potpuna politička eliminacija antisistemskih partija stvaranjem levog i desnog centra ukinute su svake mogućnosti društveno reformatorskih promena parlamentarnim putem što dovodi do okoštalosti režima, čak i u najdubljim ekonomskim i društvenim krizama.

## Povezano
- Plutokratija